# Cryptantha angustifolia
Cryptantha angustifolia es una especie de la familia de las boragináceas.

## Descripción
De hojas estrechas, aunque eso ocurre en otras especies del género Cryptantha. Es una planta anual, común por debajo de 1.400 m s. n. m., y tiene espinas que se extienden por toda la parte verde. Las cuatro nuececillas maduran , pero una acaba siendo mucho más larga.

## Distribución
Desiertos del suroeste de Estados Unidos desde California, hasta Texas y   norte de México.

## Taxonomía
Cryptantha angustifolia fue descrita por (Torr.) Greene  y publicado en Pittonia 1(7): 112. 1887.
Sinonimia
- Cryptantha inaequata I.M.Johnst.
- Eritrichium angustifolium Torr.
- Johnstonella inaequata (I.M. Johnst.) Brand
- Krynitzkia angustifolia (Torr.) A. Gray[2]